# Esteban Villegas Villarreal
Esteban Alejandro Villegas Villarreal (San Juan del Río, Durango; 22 de febrero de 1976) es un médico y político mexicano, miembro del Partido Revolucionario Institucional. Desde el 15 de septiembre de 2022 se desempeña como gobernador de Durango.
Asimismo, se desempeñó como diputado local de Durango de 2007 a 2010, secretario de Salud de Durango de 2012 a 2013 durante la gobernatura de Jorge Herrera Caldera y como presidente municipal de Durango de 2013 a 2016.

## Primeros años
Nació el 22 de febrero de 1976, en el municipio de San Juan del Río, Durango, estudió la carrera de Médico Cirujano en la Universidad Juárez del Estado de Durango, donde además fue Presidente de la Sociedad de Alumnos de la Facultad de Medicina y Presidente de la Federación de Estudiantes Universitarios. Posteriormente fungió como Jefe de médicos internos del ISSSTE.

## Cargos públicos
Dentro de su partido, el Partido Revolucionario Institucional ha desempeñado distintos cargos a nivel estatal entre ellos: miembro y consejero político del Frente Juvenil Revolucionario, Secretario de Gestión Social, Secretario General de la Confederación Nacional de Organizaciones Populares y Presidente del Comité Directivo Estatal del PRI Durango, así como consejero político nacional, estatal y municipal.
En las elecciones locales de 2007 fue elegido como diputado Local de la LXIV Legislatura del Congreso del Estado de Durango por el primer distrito electoral local.
En 2012 rindió protesta como secretario de Salud y director general de Servicios de Salud del Estado en el gobierno de Jorge Herrera Caldera; presentó su renuncia al siguiente año para ser postulado como candidato de la alianza de los partidos Revolucionario Institucional, Verde Ecologista de México, Nueva Alianza y Duranguense.
En las elecciones locales de 2013, resultó elegido presidente Municipal de Durango. Tomó protesta de ley para dicho cargo el 1 de septiembre de 2013. Adicionalmente, durante dicho encargo se ha desempeñado como Presidente de la Conferencia Nacional de Seguridad Pública Municipal, Presidente de la Zona Norte y de la Red de Municipios CNOPistas de la Federación Nacional de Municipios de México, Coordinador Estatal de la Conferencia Nacional de Municipios y Presidente Estatal de la Red de Municipios Saludables de Durango. En diciembre de 2015 renuncia a su cargo como Presidente Municipal de Durango, para postularse como candidato a la gubernatura del mismo estado y con el mismo partido, el PRI.
En 2016, pierde las elecciones a gobernador del Estado de Durango, ante el candidato por el PAN José Rosas Aispuro.
Buscó ser elegido como candidato a la gubernatura por el Estado de Durango por la alianza Va por México. Finalmente el día 22 de febrero de 2022 fue nombrado oficialmente candidato del Partido Revolucionario Institucional (PRI), el Partido Acción Nacional (PAN) y el Partido de la Revolución Democrática (PRD) para las elecciones de 2022. En los comicios resultó ganador con el 53.78% de los votos emitidos.